# Court Tomb von Rosdoagh
Das schlecht erhaltene und schlecht interpretierbare Court Tomb von Rosdoagh ist ein megalithisches Kammergrab. Es liegt im Townland Rosdoagh (irisch Ros Dumhach) etwa 300 Meter vom Ufer der Sruwaddacon Bay (irisch Sruth Fada Con), im Norden des County Mayo in Irland.
Eine etwa Südost-Nordwest-orientierte Galerie öffnet zu einem Hof (englisch court) im Südosten. Ein 0,6 m hoher Stein am (vermuteten) Galerieende kann der Endstein oder ein Trennstein sein. Die Nordwand der Galerie wird durch zwei Steine abgebildet. Der Stein neben dem Endstein ist 0,8 m hoch. Der zweite Stein steht über einen Meter südöstlich. Gegenüber steht der 0,4 m hohe einzige erhaltene Stein der Südseite. Ein weiterer 0,65 m hoher Stein scheint ein Pfosten zu sein. Ein benachbarter 0,7 m hoher, spitzer Stein kann als Absperrung oder Trennstein interpretiert werden. Alle Steine stehen aufrecht.
Der nordwestliche Teil des Hofes wird durch je drei 0,3 m hohe aufgerichtete Steine umgrenzt. Der erste ist ein flacher Stein, am Galeriezugang, der eventuell als Zugangspfosten fungierte. Ein Fragment unmittelbar dahinter ist wahrscheinlich ein abgespaltenes Stück. Der zweite Stein hat auch eine flache Oberkante, aber die Oberseite des dritten fällt vom Galeriezugang weg steil ab. Im rechten Winkel zu ihm stehen zwei 0,4 und 0,8 m hohe Steine, deren Funktion unsicher ist. Südlicher bilden drei aufrechte Steine die Fortsetzung der Einfassung. Südöstlich davon befindet sich eine weitere Gruppe von drei Steinen. An der nordöstlichen Seite des Hofes sind weitaus weniger Steine vorhanden. Die Belege deuten auf einen ovalen, etwa 9,0 m langen und 8,0 m breiten Hof, der im Bereich des Galeriezugangs abgeflacht war.
Um den Hof bildet eine niedrige Böschung ein etwa 27,0 m langes und 20,0 m breites Oval. 
Die Aufschüttung scheint in beträchtlichem Maße aus Steinen zu bestehen und auch unter dem Heidekraut zu liegen. Eine verhältnismäßig gerade Steinreihe aus fünf Blöcken steht östlich des Hofes. Ihre Größe deutet an, dass sie Bestandteil des Court Tombs gewesen sein könnten.
Die Belege für die Galerie und den Hof erscheinen ausreichend, um die Klassifizierung als Court Tomb zuzulassen. Die Galerie scheint eine etwa 1,0 m lange und 2,2 m breite Vorkammer gehabt zu haben. Dahinter befindet sich eine 2,25 m lange Kammer. Abhängig davon, ob der Stein am Galerieende der Endstein ist, könnte das Court Tomb entweder zweikammerig mit einer kurzen Vorkammer oder einkammerig mit einer Vorkammer gewesen sein.
Der Steinkreis von Dooncarton liegt in der Nähe, ebenfalls mit Blick auf die Sruwaddacon Bay.